# Maëlle Seguin
Maëlle Seguin (* 18. Juli 2004 in Pessac) ist eine französische Fußballspielerin.

## Karriere

### Vereine
Seguin begann im Alter von zehn Jahren für den in Vert-le-Grand ansässigen US Vert le Grand Football 91 mit dem Fußballspielen. Über den in Bondoufle ansässigen Bondoufle Amical Club und der Jugendmannschaft des FC Fleury gelangte sie in die Jugendabteilung von Girondins Bordeaux. Noch als Jugendspielerin kam sie in einem einzigen Punktspiel für die erste Mannschaft in der höchsten Spielklasse, der Division 1 Féminine, zum Einsatz. Am vorletzten Spieltag der Saison 2021/22 kam sie bei der 1:4-Niederlage im Heimspiel gegen den Paris FC mit Einwechslung für Claire Lavogez in der 88. Minute zum Zuge.
In der Folgesaison gehörte sie verpflichtend der ersten Mannschaft an, für die sie 15 Punktspiele bestritt und in denen ihr am 14. Januar 2023 (12. Spieltag) beim 2:0-Sieg im Heimspiel gegen den FCO Dijon mit dem Treffer zum Endstand in der 55. Minute ihr erstes Tor gelang. Zum Ende der Saison 2023/24 wies ihre Spielstatistik 20 Punktspiele auf, 14 davon in der Startelf. Ebenso viele bestritt sie in der Saison 2024/25 in der nunmehr Première Ligue genannten höchsten Spielklasse, jedoch für den Ligakonkurrenten EA Guingamp, der sie am 24. Juli 2024 unter Vertrag nahm. Mit dem Abstieg der Mannschaft als Letzter des Klassements verließ sie diese.
Am 23. Juli 2025 wurde sie vom Bundesligarückkehrer 1. FC Nürnberg unter Vertrag genommen.

### Nationalmannschaft
Seguin kam als Nationalspielerin für den FFF zunächst in der
U19-Nationalmannschaft zu ihren ersten Länderspieleinsätzen. Sie debütierte am 31. August 2022 in Clairefontaine-en-Yvelines bei der 0:4-Niederlage im Freundschaftsspiel gegen die U19-Nationalmannschaft Japans. Neben weiteren Freundschafts- und EM-Qualifikationsspielen nahm sie mit der Mannschaft an der altersbezogenen Europameisterschaft 2023 in Belgien teil und wurde in den letzten beiden Spielen der Gruppe B eingesetzt. Im erreichten Halbfinale unterlag ihre Mannschaft am 27. Juli in Tubize der U19-Nationalmannschaft Deutschlands mit 2:3 n. V.
Für die U20-Nationalmannschaft bestritt sie (bislang) sieben Länderspiele, ihr erstes am 28. Mai 2024 in Avignon beim 3:0-Sieg im Freundschaftsspiel gegen die U20-Nationalmannschaft Marokkos. Zwei weitere Freundschaftsspiele folgten am 2. und 4. Juni 2024 (3:0 vs. Panama; 1 Tor, 0:0 vs. Mexiko) ebenfalls in Avignon.
Mit der Mannschaft nahm sie an der altersbezogenen Weltmeisterschaft 2024 in Kolumbien teil. Sie kam in allen drei Spielen der Gruppe A und im Achtelfinale bei der 1:2-Niederlage n. V. gegen die U20-Nationalmannschaft der Niederlande am 13. September in Medellín zum Einsatz.